# 尾斑駝背脂鯉
尾斑駝背脂鯉（学名：Cyphocharax spilurus），為輻鰭魚綱脂鯉目脂鯉亞目無齒脂鯉科的其中一個種，分布於南美洲亞馬遜河、奧里諾科河、埃塞奎博河、黑河等流域，體長可達10.4公分，棲息在水流湍急的水域，以有機碎屑為食，以生活習性不明。